# Yoweri Museveni
Yoweri Kaguta Museveni (født c. 1944) er Ugandas præsident siden 1986.
Museveni flygtede fra Uganda da Idi Amin tog magten i 1971. Han grundlage Front for National Salvation i 1973. Han blev krigsminister efter at et forbund af modstandsgrupper tog magten in 1979. I maj 1980 hjalp Museveni med at styrte præsident Godfrey Binaisa. Efter et omstridt valg i december 1980 begyndte Museveni en guerillakrig imod præsident Milton Obote.
I januar 1986 tog Musevenis hær Kampala, Ugandas hovedstad, og han blev landets præsident.
Med en  vigtig undtagelse for de nordlige dele af landet har Museveni etableret relativ stabilitet og økonomisk vækst i Uganda, som tidligere har været udsat for årtiers dårligt styre, oprør og borgerkrig. 
I midten og  slutningen  af 1990'erne hyldedes Museveni i den vestlige verden som del af en ny generation af afrikanske ledere. Hans præsidentperiode er dog skæmmet af  indblanding i den Afrikanske Verdenskrig og andre konflikter i området. I nyere tid er Museveni også blevet kritiseret både i landet og internationalt for de forfatningsændringer som ændrede begrænsningerne af præsidentperioder før valget i 2006, samt for arrestationen af oppositionslederen.
Han fik desuden hele verden til at rase da han i slutningen af 2009 kom med lovforslaget om  fængsel på livstid for homoseksuelle .